# Jessica Benjamin
Jessica Benjamin (17 gennaio 1946) è una psicoanalista e saggista statunitense.
Docente di psicoterapia e psicoanalisi alla New York University.
Nel suo pensiero la psicoanalisi si amalgama, grazie alla prospettiva intersoggettiva, con il pensiero elaborato dai movimenti femministi.
Il tipo di psicoanalisi intersoggettivista che professa è tale ch'essa ritiene i più eminenti rappresentanti statunitensi di questa corrente di psicoanalisi, Stolorow e Atwood, più propriamente interpersonalisti e pertanto, sempre a suo dire, a torto li si qualifica come intersoggettivisti.